# 六甲神社
23°13′36″N 120°20′55″E / 23.226533°N 120.348518°E
六甲神社為台灣日治時期位於臺南州六甲庄的神社，1940年12月12日舉行鎮座祭以落成啟用。現址為臺南市六甲區六甲國中。

## 介紹
六甲神社位於臺南州曾文郡六甲庄六甲649番地，屬於曾文神社的攝末社，其祭神與曾文神社相同，為北白川宮能久親王及開拓三神（大國魂命、大己貴命、少彥名命）。其地處六甲、七甲和二甲之間，東側為六甲公學校（今六甲國小）。六甲神社之建築工程費用約35,000圓，社境面積約8,800坪，本殿形式為流造，拜殿形式為入木屋流造，有1棟手水舍、2座鳥居及玉垣。
1957年，臺南縣立曾文初級中學六甲分部設立於六甲神社原址，其即現今六甲國中。